# Lagoa (Açores)
Pour les articles homonymes, voir Lagoa.
Lagoa est une ville située sur la côte sud de l'île de São Miguel, dans l'archipel des Açores ; elle compte environ 9 000 habitants. Elle est le siège d'une municipalité de 45,57 km2 de superficie et 14 442 habitants (2011), divisée en 5 freguesias. Elle fut élevée au rang de cité (cidade) par décision du parlement des Açores du 22 mars 2012 .
La commune de Lagoa est voisine de Ponta Delgada, capitale économique et administrative et la plus grande cité de la région autonome des Açores.

## Démographie
| Population de la commune de Lagoa (1849 – 2011) | Population de la commune de Lagoa (1849 – 2011) | Population de la commune de Lagoa (1849 – 2011) | Population de la commune de Lagoa (1849 – 2011) | Population de la commune de Lagoa (1849 – 2011) | Population de la commune de Lagoa (1849 – 2011) | Population de la commune de Lagoa (1849 – 2011) | Population de la commune de Lagoa (1849 – 2011) | Population de la commune de Lagoa (1849 – 2011) |
| ----------------------------------------------- | ----------------------------------------------- | ----------------------------------------------- | ----------------------------------------------- | ----------------------------------------------- | ----------------------------------------------- | ----------------------------------------------- | ----------------------------------------------- | ----------------------------------------------- |
| 1849                                            | 1900                                            | 1930                                            | 1960                                            | 1981                                            | 1991                                            | 2001                                            | 2011                                            |                                                 |
| 5 387                                           | 11 963                                          | 10 954                                          | 13 944                                          | 12 849                                          | 12 900                                          | 14 126                                          | 14 416                                          |                                                 |

Les freguesias de Lagoa sont les suivantes :
- Água de Pau
- Cabouco
- Nossa Senhora do Rosário (Lagoa)
- Ribeira Chã
- Santa Cruz (Lagoa)

## Patrimoine
- Au centre de l'agglomération se trouve l'église Notre Dame du Rosaire (Nossa Senhora do Rosário), un édifice trapu à trois nefs du XVIIIe siècle qui abrite un bel orgue et un ensemble sculpté de Joaquim Machado de Castro, à inspiration épique.
- Le couvent des Franciscains, à l'est de la ville, dans la freguesia de Santa Cruz, est un bâtiment solide et volumineux édifié aux XVIIe et XVIIIe siècles par l'ordre des Frères Mineurs, avec jardin attenant. L'église, de style baroque, comporte un portail flanqué de colonnes torses.
- À l'est de la ville, dans la freguesia d'Água de Pau, une batterie (XVIIIe siècle) défendait autrefois contre les corsaires et pirates le port de Caloura et le couvent de l'Immaculée Conception (Nossa Senhora da Conceição, XVIe et XVIIe siècles). Aujourd'hui, le site est une propriété privée.
- Sur la route de Ponta Delgada se trouve l'église Nossa Senhora das Necessidades, à l'architecture élégante, datant de 1828.

## Jumelages
La commune de Lagoa est jumelée avec les villes suivantes :
- Comté de Bristol, Massachusetts, États-Unis
- New Bedford, Massachusetts, États-Unis
- Taunton, Massachusetts, États-Unis
- Attleboro, Massachusetts, États-Unis
- Rehoboth, Massachusetts, États-Unis
- Dartmouth, Massachusetts, États-Unis
- Sainte-Thérèse, Québec, Canada
- Biguaçu, Santa Catarina, Brésil
- Lagoa, District de Faro, Portugal
- Tarrafal, île de Santiago, Cap-Vert